# Punta Ganado (Puerto Agradable)
La punta Ganado (51°46′S 58°06′O / -51.767, -58.100) se encuentra en el este de la isla Soledad del archipiélago de las Malvinas. Administrativamente pertenece al departamento Islas del Atlántico Sur de la provincia de Tierra del Fuego, Antártida e Islas del Atlántico Sur.
Esta punta es el extremo norte de la entrada del puerto Agradable y se encuentra al sur del puerto Fitz Roy. Además, se ubica al sudoeste de la isla del Este.